# Xã Latona, Quận Walsh, Bắc Dakota
Xã Latona (tiếng Anh: Latona Township) là một xã thuộc quận Walsh, tiểu bang Bắc Dakota, Hoa Kỳ. Năm 2010, dân số của xã này là 56 người.